# Tolins
Els tolins (de l'antic grec θολός (tolós), que significa color sèpia) és un heteropolímer de molècules format per la radiació ultraviolada solar sobre compostos orgànics simples, com ara metà o età. Els tolins no es formen de manera natural a la Terra sinó que es troben en gran abundància en la superfície de cossos gelats del sistema solar exterior. En general tenen una aparença de color sèpia.
El terme «tolins» va ser encunyat per l'astrònom Carl Sagan i el seu col·lega Bishun Khare per descriure les substàncies difícils de caracteritzar que van obtenir en els seus experiments de Miller i Urey amb les barreges de gasos que es troben en l'atmosfera de Tità.

## Formació i detecció

Formació de tolins en l'atmosfera de Tità

Els «tolins Tritó» i els «tolins Tità» són substàncies orgàniques riques en nitrogen produïts per la irradiació de les mescles gasoses del nitrogen i del metà que es troben en les atmosferes aquestes llunes (Tritó: 99,9% de nitrogen i 0,1% de metà; Tità: 98,4% de nitrogen i 1,6% de metà i traces d'altres gasos). Aquestes substàncies es deriven en l'atmosfera en diferents tipus de «tolins glaçats», que estan formats per la irradiació de clatrats d'aigua amb compostos orgànics com ara metà o età. També té una gran concentració d'aquest compost el plutí (28978) Ixion.
Les superfícies dels cometes, centaures, i moltes llunes gelades del sistema solar exterior també són riques en dipòsits de tolins Tritó, tolins Tità i de tolins glaçats. La boirina de color vermell ataronjat de l'atmosfera de Tità i dels planetoides centaure es creu que és causada per la presència de tolins.
També s'han detectat tolins en els discos protoplanetaris d'estrelles joves, com l'estrella HR 4796A (que pertany a un sistema estel·lar binari d'uns vuit milions d'anys conegut com a HR 4796 i que es troba a 220 anys llum de la Terra), amb la càmera propera a l'infraroig i espectròmetre multi-objecte (NICMOS) que està a bord del Telescopi Espacial Hubble.
Alguns investigadors han especulat que la Terra va poder haver estat sembrada de compostos orgànics per cometes rics en tolins al principi de la seva formació, proporcionant la matèria primera necessària per a desenvolupar la vida (veure l'experiment de Miller i Urey). No existeixen tolins de manera natural a la Terra des de la catàstrofe de l'oxigen (fa aproximadament uns 2400 milions d'anys), a causa del caràcter oxidant del component lliure d'oxigen de la seva atmosfera.
Un model teòric explica la formació de tolins: la dissociació i ionització del nitrogen molecular i del metà per partícules energètiques i la radiació solar fa que es formi etilè, età, acetilè, cianur d'hidrogen, altres molècules petites simples, petits ions positius, benzè i altres molècules orgàniques. La seva posterior polimerització i la formació d'aerosols de molècules més pesades fa que es coaguli i es dipositi sobre la superfície planetària.
Els tolins formats a baixa pressió tendeixen a contenir àtoms de nitrogen a l'interior de les seves molècules, mentre que els tolins formats a alta pressió són més propensos a tenir àtoms de nitrogen situats en posicions terminals.
Els tolins poden actuar com una eficaç pantalla de protecció de la superfície planetaria per protegir-la de la radiació ultraviolada (UVI).
Una àmplia varietat de bacteris del sòl són capaços d'utilitzar tolins com la seva única font de carboni. Es creu que els tolins van poder ser el primer aliment dels microorganismes heteròtrofs quan van deixar de ser autotrofs.